# Der Alpenfreund
Der Alpenfreund war eine österreichische Zeitschrift, die zwischen 1890 und 1945 in Innsbruck erschien. Sie kam im A. Edlinger's Verlag heraus.